# Weltzollorganisation
Die Weltzollorganisation (WZO) (amtlich: Organisation Mondiale des Douanes (OMD) oder World Customs Organization (WCO)) ist eine Internationale Organisation mit Sitz in Brüssel (Belgien), die sich darauf spezialisiert hat, die Zollformalitäten zwischen den internationalen Handelspartnern zu vereinfachen.

## Geschichte
Die Weltzollorganisation wurde am 26. Januar 1953 unter dem Namen „Brüsseler Zollrat“ gegründet. Der WZO gehören Stand August 2022 184 nationale Zollverwaltungen an. Das jüngst beigetretene Mitglied ist Äquatorialguinea (2021). Neben dem zuvördersten Streben nach einer Harmonisierung des internationalen Handels hat es sich die WZO zum Ziel gesetzt, grenzüberschreitende Kriminalität zu bekämpfen.
Die Weltzollorganisation arbeitet unter anderem mit der Europäischen Union, den Vereinten Nationen und Interpol zusammen.

## Publikationen
Die Weltzollorganisation gibt u. a. einen jährlichen Bericht über den illegalen Handel (Illicit Trade Report/ITR) heraus – das „Flaggschiff“ der Veröffentlichungen der WZO.
Im Gegensatz zu den vorangegangenen Berichten, die nur teilweise für die Öffentlichkeit zugänglich waren, ist der ITR öffentlich zugänglich und umfasst neben traditionellen Bereichen der Rechtsdurchsetzung (Drogen, Tabak und Zigaretten sowie Durchsetzung von Rechten des geistigen Eigentums) auch die Bereiche Sicherheit (mit dem Ziel der Analyse von Beschlagnahmungen von Waffen, Munition, Sprengstoffen und chemischen Grundstoffen), den Umweltschutz und das Kulturerbe (Kulturgüter).

## Generalsekretär
Die Weltzollorganisation wird von einem Generalsekretär geleitet. Ihr derzeitiger Generalsekretär ist seit 2024 der US-Amerikaner Ian Saunders.

## Tätigkeiten
Jeweils am  26. Januar des Jahres wird der World Customs Day als organisationseigener Aktionstag begangen.
Sie gibt das World Customs Journal heraus.

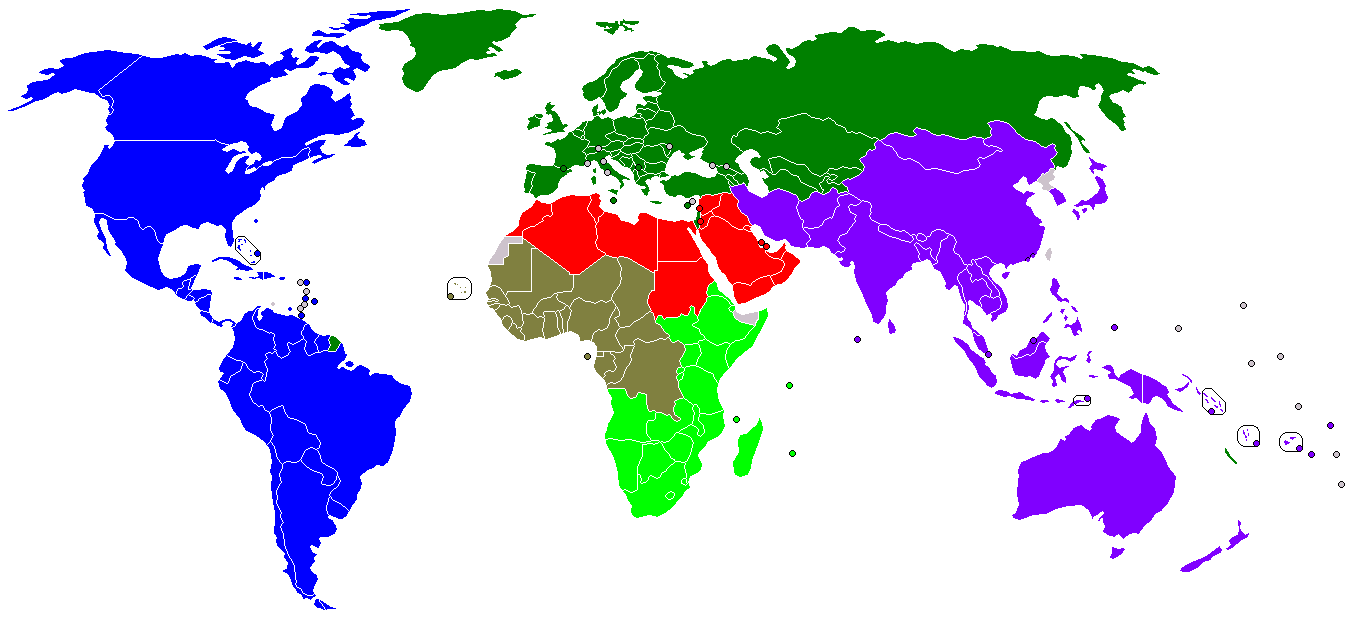
Mitgliedsstaaten nach Gruppe
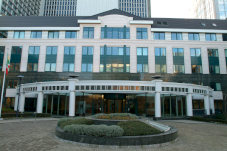
Sitz in Brüssel